# معركة عين دارة
وقعت معركة عين دارة في مدينة عين دارة عام 1711 بين الدروز القيسيين واليمنيين، والتي انتصر فيها القيسيون.

## الخلفية التاريخية
تقليديًا، كان يوجد فرعان اجتماعيان وسياسيان من الدروز الذين يقيمون في منطقة جبل الشوف: كان يتزعم اليمنيين عائلات هرموش وعلم الدين والقيسيين عائلات جنبلاط وأرسلان. واستمر هذا الصراع اليمني-القيسي 1100 عام في تونس وصقلية وأسبانيا، حيث بلغ ذروته في معركة عين دارة.
في عام 1711، شن القيسيون هجومًا مفاجئًا على اليمنيين الذي كانوا بانتظار تعزيزات من والي دمشق ووالي عكا. واستطاعوا القضاء على قوة اليمنيين في لبنان وإجبارهم على الاستقرار في جبل الدروز بمنطقة حوران بـسوريا.

## حقيقة المعركة كما ذكرها المؤرخون
تغنى مؤرخو لبنان بمعركة (عين دارا) ونتائجها لإنها " كانت المعركة الفاصلة في شأن لبنان، إذ جاء النصر التام على الحزب اليمني الأبيض فهلك معظمهم في حومة الوغى وتفانى قوام عصبيتهم كل التفاني وفي جملتهم امراء آل علم الدين الذين كانوا صدعاً مستمراً في بناء سلطة المعنيين والشهابيين". لقد نسبوا النصر إلى أمراء جبل لبنان ومشايخه، ومقدميه، وطمسوا معالم الحقيقة، وكشفها قنصل فرنسا في صيدا، Estelle(استيل) برسالة إلى وزير الدولة، "Pont Chartrain"(بونت شرتران)التقرير المؤرخ في الثالث والعشرين من آيار سنة 1711م وجاء فيه:
L’Emir Aydar a demandé la protection d’un cheik très puissant de Balbek qui la lui a accordée, et lui a donné environ deux mille cinq cents hommes de bonnes troupes pour ce pays .Il a pris cette petite armée vers le Chouf ou `le nombre a bien augmente’ par les druses de la bannière rouge qui l’on rejoint.
En très peu de jours il a eu sous son ordre quatre milles hommes…
و هذه ترجمة النص:

«طلب الأمير حيدر الحماية من شيخ بعلبك القوي جداً. وقد منحه الحماية، وأعطاه قرابة الفين وخمسماية رجل من خيرة جنود هذا البلد. وتقدم - بسرية تامة - مع هذا الجيش الصغير إلى بلاد الشوف. وبسرعة ازداد عدده بتجمعات الدروز من (القيسية الحمر) الذين التفوا حوله. وخلال أيام قليلة بات تحت إمرته أربعة آلاف رجل». لقد خاض الأمير حيدر الشهابي معركة عين دارا بأربعة آلاف رجل منهم الفان وخمسماية من جند الأمير حسين الحرفوش، والف وخمسماية من بلاد الشوف.

كما أتى البروفسور البروفسور ستيفان ونتر على ذكر تلك الواقعة حيث قال في أطروحته:
| معركة عين دارة | The Harfushes do not seem to have joined the Hamadas who had already been at war with the vali of Tripoli for nearly a year. Instead, they gave the emir Haydar al-Shihabi refuge when it became clear that the state intended to replace him with a rival Druze household, and provided 2500 troops to enable him to crush his enemies and establish the Shihabi as the sole tribal ruler ship of Sidon. | معركة عين دارة |

 وترجمته كالتالي:

يبدو أن الحرافشة لم ينضموا إلى الحمادية اللذين كانوا فعلا في حالة حرب مع والي طرابلس لما يقارب العام. وعوضاً عن ذلك أعطوا الأمير حيدر الشهابي اللاجئ عندهم، الدعم عندما أصبح جلياً أن الدولة العثمانية كانت تنوي إستبداله بإحدى الشخصيات الدرزية المنافسة له في المنزلة، حيث قدم الحرافشة للأمير حيدر 2500 جندي لتمكينه من سحق أعدائه وإقامة إمارتهِ الشهابية منفرداً في صيدا.

ويفهم من ذلك أن كلا من الحمادية في حربهم مع والي طرابلس والأمير حيدر الشهابي في معركتة في عين دارا كانا في حاجة لدعم الأمير حسين الحرفوشي الذي كان حاكماً لبعلبك والبقاعين في ذلك الوقت.

## الآثار المترتبة على مستقبل لبنان
حتى ذلك الوقت، كانت لبنان منطقة إقطاعية تحكمها عائلات فرضت سيطرتها على القبائل وحافظت على توازن القوى. وبعد هزيمة اليمنيين ونفيهم إلى جبل الدروز، أصبحوا أكثر اعتماداً على الدولة العثمانية للحصول على الدعم. وبالعكس، أصبح القيسيون معتمدين بشدة على تحالفهم الإستراتيجي مع المسيحيين الموارنة من أجل القتال لصالح قضية القيسيين.
وفي النهاية، فقد الدروز اليمنيون نفوذهم في المنطقة مع ثورة تركيا الفتاة والحرب العالمية الأولى؛ مما مهد الطريق أمام ابتكار مفهوم دولة لبنان الكبير وتأثير القيسيين الكامل على مجتمع الدروز اللبناني.